# Кордова, Серхио
Серхио Дуван Кордова Лесама (исп. Sergio Duvan Córdova Lezama; род. 9 августа 1997, Калабосо, Венесуэла) — венесуэльский футболист, нападающий клуба «Аланьяспор» и сборной Венесуэлы.

## Клубная карьера

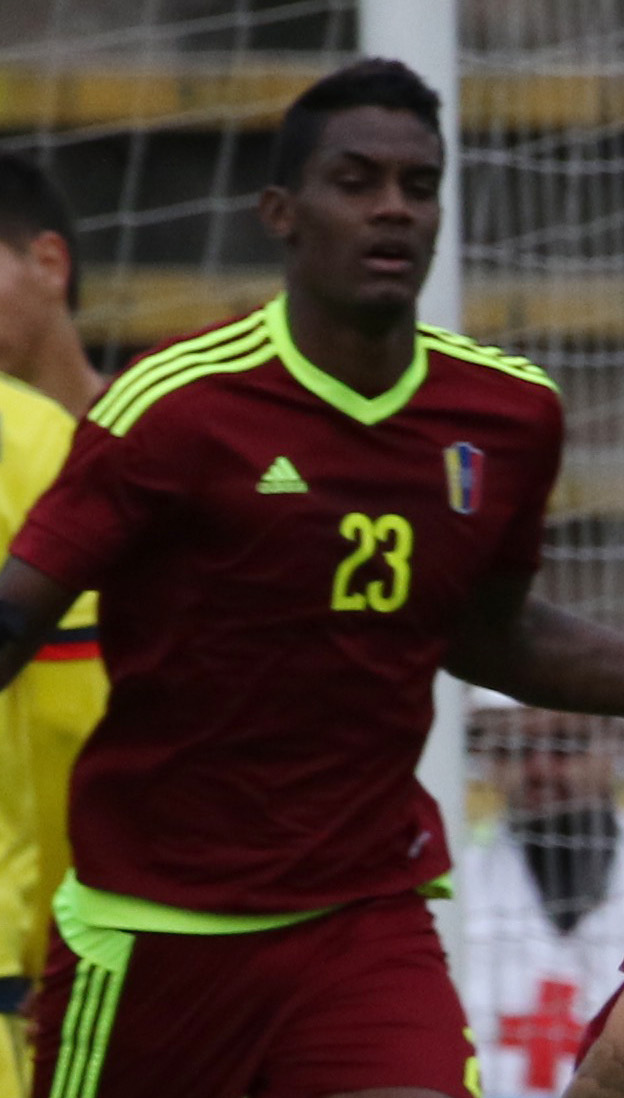
Кордова в составе молодёжной сборной Венесуэлы

Кордова начал карьеру в клубе «Каракас». 12 июля 2015 года в матче против «Туканес» он дебютировал в венесуэльской Примере. В этом же поединке Серхио забил свой первый гол за «Каракас».
4 июля 2017 года Кордова перешёл в клуб немецкой Бундеслиги «Аугсбург», подписав контракт на пять лет. За «Аугсбург» он дебютировал 13 августа в матче Кубка Германии против «Магдебурга», выйдя на замену во втором тайме вместо Марселя Хеллера. 26 августа в поединке против мёнхенгладбахской «Боруссии» Серхио забил свой первый гол за «Аугсбург».
17 августа 2020 года Кордова продлил контракт с «Аугсбургом» до лета 2025 года и отправился в сезонную аренду к новичку Бундеслиги «Арминия Билефельд».
3 февраля 2022 года Кордова был взят в аренду клубом MLS «Реал Солт-Лейк» на сезон 2022. В высшей лиге США он дебютировал 27 февраля в матче стартового тура сезона против «Хьюстон Динамо», заменив во втором тайме Бобби Вуда. 12 марта в матче против «Нью-Инглэнд Революшн» он забил свой первый гол в MLS. По итогам сезона 2022 Кордова стал лучшим бомбардиром РСЛ с девятью голами, а также отдал две голевые передачи. По окончании сезона 2022 срок действия договора аренды Кордовы истёк и «Реал Солт-Лейк» обсуждал варианты его трансфера из «Аугсбурга».
20 февраля 2023 года Кордова перешёл в канадский клуб MLS «Ванкувер Уайткэпс», подписав контракт по правилу назначенного игрока до конца сезона 2025 с опцией продления на сезон 2026. «Ванкувер» выменял права на него в лиге у «Реал Солт-Лейк» за сумму до $300 тыс. в общих распределительных средствах (гарантированные $200 тыс. и дополнительные $100 тыс. при условии его выхода в стартовом составе как минимум в пяти матчах регулярного чемпионата в течение сезонов 2023 и 2024) и пик первого раунда Супердрафта MLS 2024. За «Кэпс» он дебютировал 25 февраля в матче стартового тура сезона 2023 против своего бывшего клуба «Реал Солт-Лейк», заменив во втором тайме Юлиана Гресселя. 12 июля в матче против «Остина» он забил свой первый гол за «Кэпс».
15 сентября 2023 года Кордова перешёл в клуб чемпионата Турции «Аланьяспор», подписав четырёхлетний контракт. Свой дебют в Суперлиге, 17 сентября в матче против «Касымпашы», он отметил голом.

## Международная карьера
В 2017 году в составе молодёжной сборной Венесуэлы Кордова принял участие в молодёжном чемпионате Южной Америки в Эквадоре. На турнире он сыграл в матчах против команд Перу, Боливии, Колумбии, Эквадора, Бразилии а также дважды Уругвая и Аргентины. В поединке против эквадорцев Серхио забил гол.
В том же году Кордова завоевал серебряные медали молодёжного чемпионата мира в Южной Корее. На турнире он сыграл в матчах против команд Германии, Вануату, Мексики, Японии, США, Уругвая и Англии. В поединках против немцев, вануатцев и мексиканцев.
31 августа 2017 года в отборочном матче чемпионата мира 2018 против сборной Колумбии Кордова дебютировал за сборную Венесуэлы.
Был включён в состав сборной на Кубок Америки 2021.

## Достижения
Командные
 «Ванкувер Уайткэпс»
- Победитель Первенства Канады: 2023

 Венесуэла (до 20)
- Чемпионат мира среди молодёжных команд: 2017
- Чемпионат Южной Америки среди молодёжных команд: 2017